# Pseudis bolbodactyla
Pseudis bolbodactyla är en groddjursart som beskrevs av Lutz 1925. Pseudis bolbodactyla ingår i släktet Pseudis och familjen lövgrodor. IUCN kategoriserar arten globalt som livskraftig. Inga underarter finns listade i Catalogue of Life.